# Іонешть (Арад)
Іонешть, Іонешті (рум. Ionești) — село у повіті Арад в Румунії. Входить до складу комуни Хелмаджу.
Село розташоване на відстані 341 км на північний захід від Бухареста, 97 км на схід від Арада, 97 км на південний захід від Клуж-Напоки, 117 км на північний схід від Тімішоари.

## Населення
За даними перепису населення 2002 року у селі проживали 195 осіб, усі — румуни. Усі жителі села рідною мовою назвали румунську.